# فرودگاه آیلند لیک
فرودگاه آیلند لیک (به انگلیسی: Island Lake Airport) یک فرودگاه همگانی باربری با کد یاتا YIV است که یک باند فرود صخره‌ای دارد و طول باند آن ۱۲۱۹ متر است. این فرودگاه در کشور کانادا قرار دارد و در ارتفاع ۲۳۵ متری از سطح دریا واقع شده‌است.

## شرکت‌های هواپیمایی و مقصدهای پروازی
| شرکت‌های هواپیمایی  | مقصدهای پروازی                               |
| ------------------ | -------------------------------------------- |
| Perimeter Aviation | رد ساکر لیک، وینیپگ جیمز آرمسترانگ ریچاردسون |